# Bartolomeo Merelli

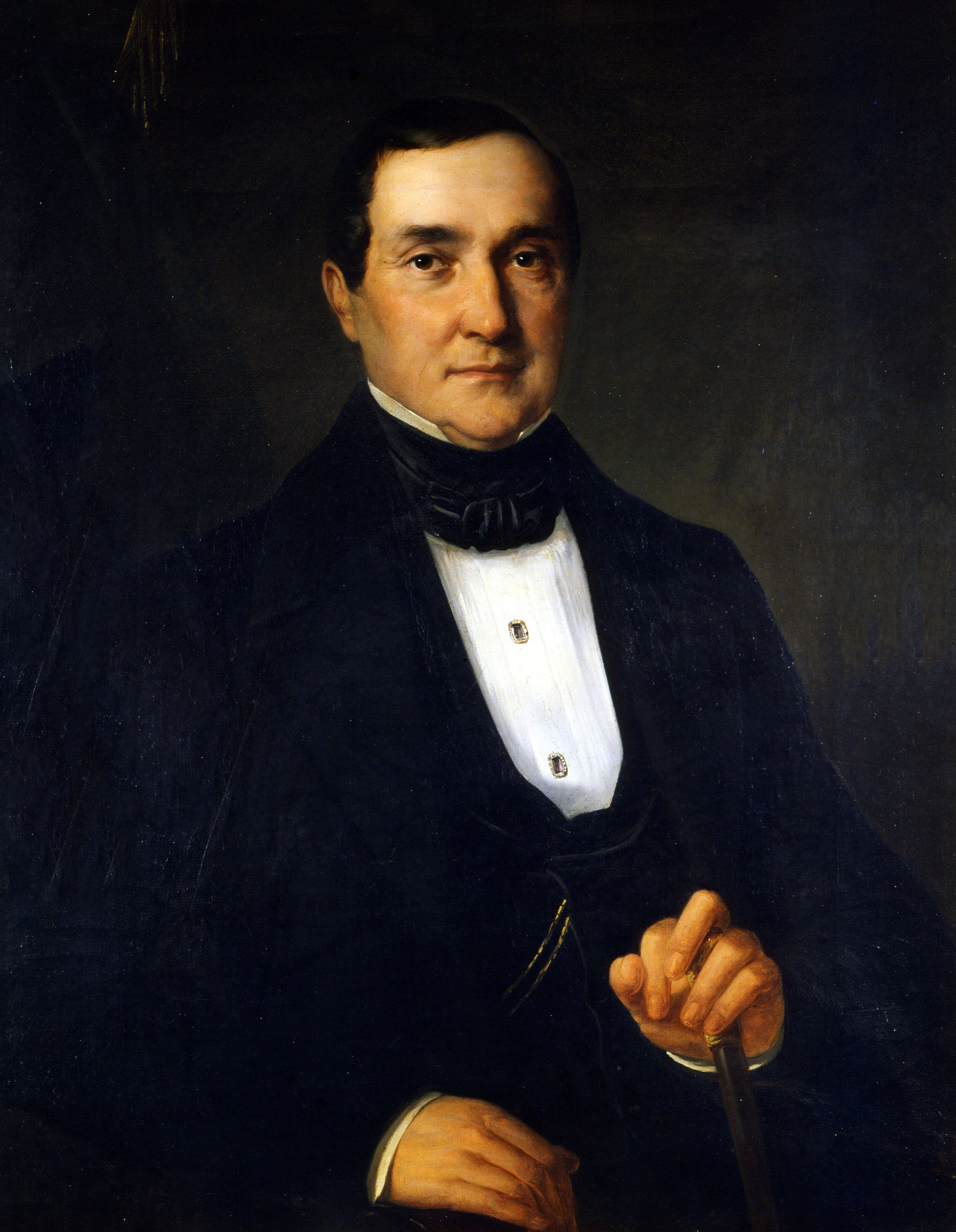
Impresario
Bartolomeo Merelli

Bartolomeo Merelli (* 19. Mai 1794 in Bergamo; † 10. April 1879 in Mailand) war ein italienischer Impresario und Librettist.

## Leben
Merelli stammte aus Bergamo und studierte hier bei Johann Simon Mayr Komposition, einer seiner Mitschüler war Gaetano Donizetti, für den er 1820 das Libretto zu Le nozze in villa  schrieb. Merelli übersiedelte um 1812 nach Mailand und arbeitete dort als Theateragent, während er gleichzeitig eine Reihe von Libretti für Mayr, Donizetti, Nicola Vaccai und andere Komponisten schrieb.
Bekannt wurde er als Chef des Opernhauses Mailänder Scala zwischen 1829 und 1850, von 1836 an war er gemeinsam mit Carlo Balochino auch Pächter des Wiener Kärntnertortheaters, wo in seiner Ägide u. a. Conradin Kreutzer, Otto Nicolai und Gaetano Donizetti wirkten.
Merelli überredete 1841 den jungen Giuseppe Verdi Temistocle Soleras Libretto von Nabucco zu vertonen, als er, verzweifelt über den Tod seiner Frau und zwei seiner Kinder und das Scheitern seiner Oper  Un giorno di regno, beschlossen hatte, die Musik aufzugeben.

## Familie
Merellis Sohn Eugenio Merelli (1825–1882) heiratete am 18. November 1857 in Venedig die aus Wien stammende Sängerin Emilie Rettich, mit der er anschließend nach Mailand zog.

## Nachweise
1. ↑  Merelli – Internationale-Giuseppe-Verdi-Stiftung (Seite nicht mehr abrufbar, festgestellt im März 2023. Suche in Webarchiven)  Info: Der Link wurde automatisch als defekt markiert. Bitte prüfe den Link gemäß Anleitung und entferne dann diesen Hinweis.

| Personendaten    | Personendaten                           |
| ---------------- | --------------------------------------- |
| NAME             | Merelli, Bartolomeo                     |
| KURZBESCHREIBUNG | italienischer Impresario und Librettist |
| GEBURTSDATUM     | 19. Mai 1794                            |
| GEBURTSORT       | Bergamo                                 |
| STERBEDATUM      | 10. April 1879                          |
| STERBEORT        | Mailand                                 |